# Джеджелава, Спартак Иванович
Спартак Иванович Джеджелава (груз. სპარტაკ ივანეს ძე ჯეჯელავა; 14 ноября 1923, Тбилиси — 19 ноября 1975, Тбилиси) — советский футболист, полузащитник. Мастер спорта СССР (1947).
В 1940 году — в составе «Спартака» Тбилиси, с 1942 — в «Динамо» Тбилиси. В 1945—1949 годах в чемпионате СССР за команду сыграл 19 матчей, забил 5 мячей. В ВВС Москва (1950—1951) — 21 матч, 8 голов в чемпионате.
Бронзовый призёр чемпионата СССР (1947). Полуфиналист Кубка СССР 1951 года.
После расформирования команды ВВС играл за ДО Тбилиси (1952) в классе «Б».
Старший брат Гайоз — футболист и тренер.